# اردسباخ
اردسباخ (به آلمانی: Erdesbach) یک شهر در آلمان است که در Altenglan واقع شده‌است. اردسباخ ۶۲۸ نفر جمعیت دارد.